# Xylena curvimacula
Xylena curvimacula là một loài bướm đêm trong họ Noctuidae.